# Криволучье (Тульская область)
Криволучье — деревня в Киреевском районе Тульской области России.
В рамках административно-территориального устройства относится к Дедиловскому сельскому округу Киреевского района, в рамках организации местного самоуправления включается в сельское поселение Дедиловское.

## География
Деревня расположена в пределах северо-восточной Среднерусской возвышенности, находится в центральной части области, в лесостепной зоне, в 9 км к северу от Киреевска, административного центра района и в 28 км к юго-востоку от областного центра Тулы.
По северной окраине деревни проходит автодорога Тула — Узловая, от неё через деревню на юг отходит дорога на Киреевск.

### Климат
Климат характеризуется как умеренно континентальный, с умеренно холодной снежной зимой и тёплым летом. Среднегодовая многолетняя температура воздуха составляет +3,6 — +3,8 °С. Средняя температура воздуха самого холодного месяца (января) — −10,5…−10 °C (абсолютный минимум — −40 °C), средняя температура самого тёплого (июля) — +17,6…+17,7 °С (абсолютный максимум — +38  °С). Безморозный период длится около 138 дней. Среднегодовое количество атмосферных осадков составляет 584—586 мм, из которых большая часть (396—400 мм) выпадает в тёплый период. Снежный покров держится в течение примерно 130 дней. Среднегодовая скорость ветра составляет 3,6 м/с.

## История
Деревня Криволучье известна с XIX века.
Она возникла в результате предоставления нуждавшимся крестьянам Стрелецкой слободы села Дедилова новых земель вдоль дороги на Тулу. В 1857 году деревня Криволучье входила в состав Богородицкого уезда, имела приход в Тихоновской церкви на Покровской горе и насчитывала 112 прихожан обоего пола, из которых пятеро были военного ведомства, а остальные 107 — казённые крестьяне. Деревня находилась «при колодцахъ».
Согласно клировым ведомостям Богородицкого уезда, деревня Криволучье в 1916 году имела 70 дворов, в деревне было 238 прихожан мужского и 269 женского пола. Кроме того, в Криволучье была земская школа.
В 1926 году деревня входила в Оболенский район. В ней был сельсовет, в который, помимо Криволучья, входили Быковка, Быковские выселки и совхоз «Дедиловский». Совхоз состоял из двух хозяйств и четырёх человек. В самом Криволучье было 103 хозяйства крестьянского типа и семь прочих хозяйств. В деревне проживало 246 граждан мужского пола и 294 женского пола.

## Население
| 2002 | 2010 |
| ---- | ---- |
| 483  | ↘471 |

### Историческая численность населения
Из ревизских сказок 10-й Всероссийской переписи следует, что в 1858 году в Криволучье было 150 душ.
На 1 января 2007 года в деревне насчитывалось 494 жителя.

## Инфраструктура
Личное подсобное хозяйство с зоной сельскохозяйственного использования, индивидуальная застройка усадебного типа.
Основа экономики — сельское хозяйство.

## Транспорт
Остановки общественного транспорта «Криволучье», «Молодёжная» и «Магазин».